# Renewi Tour
De Renewi Tour (voorheen Eneco Tour, BinckBank Tour en Benelux Tour) is een wielerronde die sinds 2005 jaarlijks wordt verreden door België en Nederland. De wedstrijd maakte deel uit van de UCI ProTour. Vanaf 2011 behoort hij tot de UCI World Tour.

## Ontstaan
De Renewi Tour is ontstaan als opvolger van de Benelux Tour, BinckBank Tour, de Eneco Tour en de Ronde van Nederland, die in 2004 de Eneco Ronde van Nederland genoemd werd vanwege sponsoring door energiebedrijf Eneco. Toen de UCI tot invoering van de UCI ProTour besloot, werd snel duidelijk dat een ronde die uitsluitend door Nederland zou voeren niet aan de ProTour zou kunnen worden toegevoegd, waardoor een Ronde van de Benelux werd voorgesteld. Tot op heden heeft de Benelux Tour Luxemburg echter nooit aangedaan, al staat de etappekoers internationaal bekend als Tour of Benelux.
Omdat het voor alle partijen van belang is om het Belgische en Nederlandse publiek jaarlijks op meerdere dagen de mogelijkheid te bieden om de beste ploegen en de beste wielrenners van de wereld dicht bij huis aan het werk te zien, werd tot de nieuwe samenwerkingsvorm besloten.
Op 5 april 2017 werd bekend dat Eneco niet verder wilde gaan met het sponsoren van de wedstrijd. Vijf dagen later werd bekend dat BinckBank de sponsoring op zich zou nemen. Hiermee veranderde de naam van de wedstrijd in de BinckBank Tour.
In 2023 werd bekend dat Renewi de nieuwe sponsor van de Benelux Tour is.
Begin 2025 werd duidelijk dat er na jaren (2004) weer een aparte Ronde van Nederland ging worden georganiseerd, mede omdat de huidige Renewi Tour, als Benelux Tour, (vrijwel) alleen nog maar over Belgisch grondgebied leidde.

## Podium per jaar

### Meervoudige winnaars
| Overwinningen | Renner               | Land      | Jaren                  |
| ------------- | -------------------- | --------- | ---------------------- |
| 4             | Tim Wellens          | België    | 2014, 2015, 2023, 2024 |
| 2             | José Iván Gutiérrez  | Spanje    | 2007, 2008             |
| 2             | Edvald Boasson Hagen | Noorwegen | 2009, 2011             |

### Overwinningen per land
| Overwinningen | Land                                         |
| ------------- | -------------------------------------------- |
| 5             | België                                       |
| 4             | Nederland                                    |
| 2             | Duitsland, Noorwegen, Spanje                 |
| 1             | Italië, Slovenië, Tsjechië, Verenigde Staten |

## Leiderstruien
De Benelux Tour heeft door de jaren heen verschillende truien en klassementen gehad. Het algemeen klassement en het puntenklassement zijn altijd onderdeel geweest van de koers, maar hiernaast zijn in de verschillende jaren ook bergklassementen, jongerenklassementen en strijdlustklassementen geweest.

### Winnaars nevenklassementen
Welke nevenklassementen worden bijgehouden is in de loop der jaren meerdere keren veranderd. Bij de eerste editie van de wedstrijd bestonden, naast het puntenklassement, ook een bergklassement en een jongerenklassement. Het bergklassement werd hierna alleen nog in 2007 en 2008 georganiseerd, echter zonder bijbehorende trui. Het jongerenklassement ontbrak tussen 2007 en 2009 en werd in 2012 definitief afgeschaft. Het jongerenklassement werd hierna vervangen door een strijdlustklassement.
| Jaar | Puntenklassement     | Bergklassement        | Jongerenklassement   | Strijdlustklassement |
| ---- | -------------------- | --------------------- | -------------------- | -------------------- |
| 2005 | Allan Davis          | Christian Vande Velde | Thomas Dekker        |                      |
| 2006 | Simone Cadamuro      |                       | Stefan Schumacher    |                      |
| 2007 | Mark Cavendish       | Martin Pedersen       |                      |                      |
| 2008 | Jürgen Roelandts     | Floris Goesinnen      |                      |                      |
| 2009 | Edvald Boasson Hagen |                       |                      |                      |
| 2010 | Edvald Boasson Hagen |                       | Tony Martin          |                      |
| 2011 | Edvald Boasson Hagen |                       | Edvald Boasson Hagen |                      |
| 2012 | Giacomo Nizzolo      |                       |                      | Laurens De Vreese    |
| 2013 | Lars Boom            |                       |                      | Laurens De Vreese    |
| 2014 | Tom Dumoulin         |                       |                      | Kenneth Vanbilsen    |
| 2015 | André Greipel        |                       |                      | Gijs Van Hoecke      |
| 2016 | Peter Sagan          |                       |                      | Bert Van Lerberghe   |
| 2017 | Peter Sagan          |                       |                      | Piet Allegaert       |
| 2018 | Zdeněk Štybar        |                       |                      | Elmar Reinders       |
| 2019 | Sam Bennett          |                       |                      | Baptiste Planckaert  |
| 2020 | Mads Pedersen        |                       |                      | Kenneth Van Rooy     |
| 2021 | Tim Merlier          |                       |                      | Arjen Livyns         |
| 2022 | Niet verreden        | Niet verreden         | Niet verreden        | Niet verreden        |
| 2023 | Arnaud De Lie        |                       | Arnaud De Lie        | Aaron Van Poucke     |
| 2024 | Jasper Philipsen     |                       | Alec Segaert         | Jordy Bouts          |